# Ли Ремик
Ли Ремик (енгл. Lee Remick; Квинси, 14. децембар 1935 — Лос Анђелес, 2. јул 1991) је била америчка глумица.